# Богдан Томов
Богдан Томов е български поп певец, композитор и телевизионен водещ.

## Биография
Богдан Томов е роден на 6 декември 1956 г. в София. От 1980 до 1982 г. е сценичен работник в ДМТ „Стефан Македонски“. Взема уроци по пеене при Видин Даскалов. Завършва Естрадния отдел на БДК в класа на Ангел Заберски (1983). Първата му значителна изява е в мюзикъла „Утре в десет“ (м. Любомир Денев), където изпълнява една от централните роли (Павел) и участва в сценичната и телевизионната постановка. От същия мюзикъл е и първият му запис – „Студентски рок“. Участва в програмата на Световния фестивал на младежта и студентите в Москва (1985), на конкурсите „Осем песни в студиото“ във Варшава (1986) и „Песни за морето“, Рощок (1987) – диплом за оригинално представяне на песента на Тодор Филков „Фото, моля“. Същата песен е отличена с трета награда на конкурса „Песни за морето, Бургас и неговите трудови хора“ през 1985 г. Песента „Белият свят“ (м. Асен Драгнев), изпълнена с детската вокална група „Алени пламъчета“, е отличена с наградата на ЦК на ДКМС на радиоконкурса „Пролет 87“. Водещ на тв предаванията „Лабиринт“ и „Пресечна точка“ в периода 1995 – 1999 г. и на тв предаването „7-мо чувство“ в периода 2008 - 2009г., а през 1998 и 1999 г. – на младежкия конкурс за певци на „Златният Орфей“. Сред популярните му песни са „А сега накъде“, „Просто съпруг“, „Студентско лято“, „Ще се моля“. Женен, с една дъщеря.
Автор и изпълнител на химна на футболния отбор Локомотив (София). През 2008 г. изпълнява песента „Празник на песните“ заедно с Мустафа Чаушев, Рени Зарева, Мая Нешкова и Ажда, записана в албума на Мустафа Чаушев „Богатство“ (2008).
От 2022 г. е водещ на предаването „Музика без край“ по БНТ.

## Дискография

### Студийни албуми
- Аз съм само един музикант – 1986
- Няма спомен от сън – 1997

### Сингли
- Фото, моля – 1987[2]
- Смяна '88 (с песента „Мечтател“) – 1988[3]